# Zakrzów (powiat tarnowski)
Zakrzów – wieś w Polsce położona w województwie małopolskim, w powiecie tarnowskim, w gminie Wojnicz.
W latach 1975–1998 miejscowość należała administracyjnie do województwa tarnowskiego.

## Zabytki
Obiekt wpisany do rejestru zabytków nieruchomych województwa małopolskiego.
- Cmentarz z I wojny światowej nr 284.

Jednostka ochotniczej straży pożarnej z Zakrzowa w 2007 roku zajęła 14. miejsce w zawodach krajowych sportowo-pożarniczych w Płocku.